# Паникале (Лука)
Паникале је насеље у Италији у округу Лука, региону Тоскана.
Према процени из 2011. у насељу је живело 60 становника. Насеље се налази на надморској висини од 206 м.